# Унгернія Сєверцова
Унгернія Сєверцова (Ungernia sewerzowii (Regel) B.Fedtsch.) — вид рослин з роду унгернія (Ungernia) родини амарилісових (Amaryllidaceae).

## Історія
Вперше вид описаний Е. Л. Регелєм в 1868 році за зразками, зібраними М. О. Сєвєрцовим з Чирчика, але був віднесений ним до роду Lycoris. Самостійний рід описаний у 1875 році російським систематиком О. А. Бунге за зборами з Мешеде (Іран) іншого виду — унгернії трьохсферної (Ungernia irisphaera Bunge). Назва роду дана на честь австрійського ботаніка Франца Унгерна. Як вид роду унгернія описаний у 1915 році російським ботаніком — Борисом Олексійовичем Федченком.

## Ботанічний опис
Цибулини подовжені, великі, до 5-7 см завтовшки, з плівчастими вугільно-чорними лусками. Кілька цибулин виростають з єдиного короткого вертикального кореневища. Листки (4-6) дворядні, сизі, лінійні, до 20-25 см завдовжки і 1,5-2 см завширшки. Стебло безлисте, голе, товсте. Суцвіття зонтикоподібне, з 3-17 лійчастих, майже правильних квіток 2-6 см заввишки, з короткою, слабо зігнутою трубкою, зазвичай цегляно-червоних, рідше — коричневих або жовтуватих. Плід — тригніздна коробочка, насінини великі, плоскі, з плівчатою чорною оболонкою, зібрані у плоді до 35-40 штук. Розмноження насіннєве і вегетативне. В результаті останнього нерідко утворюються великі клони — «гнізда», що налічують до 20-40 пагонів.

## Ареал
Унгернія Сєверцова — ендемічна рослина Середньої Азії. Росте в Південному Казахстані — хребет Каратау и Західний Тянь-Шань (Південно-Казахстанська і західна частина Жамбильської області) і в Ташкентській області Узбекистану.

## Екологія
Невеликими групами зустрічається серед каменів, на вододілах, на кам'янистих і щебнистих осипах і схилах, у великотравних напівсаванах і чагарникових заростях в нижньому і середньому поясах гір (до 2300 м над рівнем моря). Зарості рослини можна знайти на старих пасовищах.
Період вегетації — квітень-травень. Після періоду спокою з'являються безлисті стебла, цвітіння — з кінця червня до середини серпня, плодоношення — в серпні-вересні.

## Хімічний склад
Містить пектинові і смолисті речовини, ефірні олії, цукор, слиз, органічні кислоти. У листі виявлено до 0,45 % алкалоїду — лікоріну, до 0,05 % галантаміну, також містяться алкалоїди тацеттін, панкратін, нарвезін, унгерін, унгмінорін, унсевін, талантамін, гіппеастрін.

## Використання
В узбецькій народній медицині цілителі використовували її печені цибулини як ранозагоювальний засіб, очищали за допомогою цієї маси гнійні фурункули. Листя і цибулини містять алкалоїди, препарати з яких рекомендовані для лікування бронхітів, гіпертонії, аритмії серця. Цибулини раніше використовувалися для отримання клеючої речовини під назвою «ширач». Як декоративна рослина цінна не лише оригінальним виглядом, але і пізньолітнім цвітінням.

## Охоронні заходи
Занесена до Червоної книги Казахстану (2006). Охороняється в заповіднику Аксу-Джабагли.

## Культивування
Інтродукція виду виявилася малоуспішною. Унгернія Сєверцова вирощувалася в Москві (цвіте, але не плодоносить, з часом випадає) і в Києві (вегетує, але не цвіте). В Алмати стійка, цвіте нерегулярно, в окремі роки рясно плодоносить. Розвиток сіянців дуже повільний, 9-річні особини ще не цвіли.

## Близькі види
Окрім цього виду до роду унгернія входять ще близько 9 рослин. Найбільшою популярністю з них користується унгернія Віктора (Ungernia victoris), з якої отримують галантамін.